# Masfjorden (fjord)
Masfjorden er en fjord i Masfjorden kommune i Vestland fylke i Norge. Fjorden er en fjordarm af Fensfjorden og og går mod nordøst fra den. Den deler sig i Haugsværfjorden og Matresfjorden. Den er omtrent 24 km lang (inkluderet Matresfjorden) og bredden varierer fra 500 m til 1.500 m. Rv 570 krydser fjorden via færgeforbindelsen Masfjordnes-Duesund, som besejles med en kabelfærge.